# Néstor Hugo Navarro
Néstor Hugo Navarro (ur. 26 marca 1934 w Cabildo) – argentyński duchowny rzymskokatolicki, w latach 2003-2010 biskup Alto Valle del Río Negro.

## Życiorys
Święcenia kapłańskie przyjął 21 grudnia 1968 i został inkardynowany do archidiecezji Bahía Blanca. Był m.in. wiceprzewodniczącym archidiecezjalnego oddziału Caritas, dyrektorem wydziałów kurialnych, a także wykładowcą miejscowego seminarium i wikariuszem generalnym diecezji.
15 kwietnia 1998 został prekonizowany biskupem pomocniczym Bahía Blanca ze stolicą tytularną Rotdon. Sakrę biskupią otrzymał 1 czerwca 1998. 19 marca 2003 został mianowany biskupem Alto Valle del Río Negro. 10 lutego 2010 przeszedł na emeryturę.